# История наших отношений (сериал)
«Исто́рия на́ших отноше́ний» (хинди सिलसिला बदलते रिश्तों का, Silsila Badalte Rishton Ka) — индийский романтический драматический сериал, премьера которого состоялась 4 июня 2018 года на Colors TV. Он был спродюсирован Сунджоем Вадхвой из Sphere Origins. Сериал посвящён изменению отношений, любовным треугольникам и внебрачным связям. В 2018 году история вращалась вокруг Кунала, Нандини и Моли, которых сыграли Шакти Арора, Драшти Дхами и Адити Шарма. В этом же году сериал перешёл на цифровую платформу Voot, а в 2019 году совершил скачок на поколение, сосредоточив внимание зрителя на Мишти, Пари и Рухане, которых сыграли Теджасви Пракаш, Анери Ваджани и Кунал Джайсингх.
Первый сезон рассказывает о Кунале, Нандини и Моли, где Кунал и Нандини влюбляются друг в друга, а Моли начинает жить с Ишаном после развода с Куналом. Сериал также посвящён показу домашнего насилия в отношении женщин с участием мужа Нандини, Радждипа. Первый сезон сначала транслировался на Colors TV, но позже был переведён на Voot, в то время как второй сезон, посвящённый современной молодёжи, любви и взаимоотношениям, был полностью показан на цифровой потоковой платформе Voot.

## Сюжет
Моли Шривастав и Нандини Верма — лучшие подруги, которые выросли вместе. Нандини выбирает Радждипа Тхакура вместо дружбы с Моли, несмотря на то, что она предупреждала Нандини о его ужасном характере, что приводит к ссоре между подругами, и их пути расходятся.

### 7 лет спустя
Моли, которая в настоящее время работает гинекологом, замужем за Куналом Мальхотрой, детским педиатром. Нандини, будучи замужем за Радждипом, является жертвой домашнего насилия. Амбициозный бизнесмен и властный муж Радждип часто издевается над Нандини — как физически, так и морально.
Кунал видит Нандини на медицинской конференции и спасает её от крупного несчастного случая. Он обнаруживает, что Нандини — та самая подруга, о которой вспоминает Моли. Кунал обсуждает это с Моли, и она встречает Нандини спустя семь лет. Нандини сообщает Моли о своей беременности. Радждип сильно избивает Нандини, узнав о её положении, и оставляет погибать на дороге. Кунал находит её и отвозит в больницу. У Нандини случается выкидыш.
При поддержке Моли и Кунала она добивается ареста Радждипа по обвинению в домашнем насилии и начинает жить в их доме. Кунал постепенно влюбляется в Нандини. Он напоминает себе о Моли, но не может перестать думать о Нандини. Позже Нандини начинает испытывать те же чувства к Куналу и решает уехать из города из-за неспособности контролировать своё романтическое влечение к нему.
Когда Кунал узнаёт об этом, он останавливает Нандини и признаётся ей в своих чувствах. Нандини и Кунал начинают тайно любить друг друга. Моли, узнав об измене, убита горем и хочет съехать из своего дома. Мать Кунала — Радхика — прерывает её отъезд и заставляет Кунала уйти вместо неё, поскольку им совершена серьёзная ошибка. Кунал признаёт, что он не прав, и уходит из дома. Моли подаёт на развод. После того, как Кунал и Моли расстались, Кунал и Нандини планируют пожениться. Моли узнаёт, что она беременна. Кунал обвиняет её в ложной беременности после недоразумения. Он женится на Нандини, и они съезжают, в то время как Моли решает жить одна.

### 6 лет спустя
Моли живёт со своей дочерью Мишти Мальхотрой и лучшим другом Ишаном Кханной. Кунал возвращается из Лондона вместе с Пари, общей с Нандини дочерью. Он не знает, что Мишти — тоже его дочь. Мишти и Пари становятся лучшими подругами, не подозревая, что они сводные сёстры. Кунал и Моли встречаются лицом к лицу. Моли узнаёт, что Нандини умерла от рака. Её сердце разбито. Позже Моли начинает заботиться о Пари как о своей собственной дочери.
Кунал обнаруживает, что Мишти — его дочь. Однако Мишти также узнаёт, что Кунал — её отец, и становится озлобленной по отношению к нему и Пари за то, что они стали причиной горя её матери. Моли прощает Нандини. Ишан делает ей предложение. Пари похищают бандиты, и Кунал теряет память в результате конфликта с ними, помня только Моли. Она остаётся с ним. Кунал после видений прошлого восстанавливает свою память и вспоминает Пари. Позже Моли осознаёт свою любовь к Ишану и выбирает его, а не Кунала. Они оба женятся, и вскоре у них рождается сын по имени Анш Кханна.
Несколькими месяцами позднее жизни Моли, Кунала и Ишана трагично обрываются — они погибают в авиакатастрофе.

### 17 лет спустя
Мишти, Пари и Анш взрослеют. Мишти — перфекционистка, которая верит в любовь и преданность, собирается обручиться со своим парнем Виром. Пари боится обязательств и легка на подъём; её лучший друг детства Арнав влюблён в неё, но она держит его во френдзоне. Мишти и Пари управляют компанией по организации мероприятий.
Пари очарована другом Вира, Руханом, которого привлекает Мишти. У него складываются конфликтные отношения с Мишти и лёгкие дружеские узы с Пари.
Мишти и Вир обручаются. Рухан пытается игнорировать свои чувства к ней. Мишти нервничает, находясь рядом с Руханом, и пытается оттолкнуть его любовь.
Пари начинает влюбляться в Рухана. У Арнава разбито сердце. В конце концов, Мишти принимает свои чувства к Рухану. Они признаются друг другу в любви. Мишти расстаётся с Виром, а он, в свою очередь, сообщает Пари об отношениях Мишти и Рухана, надеясь вызвать проблемы между ними. Узнав о чувствах Пари к Рухану, Мишти решает пожертвовать своей любовью.
Мишти отрицает наличие чувств к Рухану, притворяясь, что возвращается к Виру. Пари делает предложение Рухану, но он отвергает её. Рухан ставит под сомнение самопожертвование Мишти. Она остаётся непреклонна. Позже, после долгих обсуждений, браки Мишти — Вир и Пари — Рухан решены. В день свадьбы Мишти падает в обморок: у неё диагностируется волчанка. Пари обнаруживает любовь Мишти и Рухана друг к другу и жертвует свою почку, чтобы спасти жизнь сестры.

### 3 месяца спустя
Мишти и Рухан женятся и переезжают в новый дом. Мишти, Пари, Рухан, Анш и Арнав празднуют вместе с Радхикой.

## В ролях
Актёрский состав дважды менялся, но, в конце концов, на роли были утверждены следующие актёры и актрисы:
- главные:

1. Адити Шарма[11] в роли доктора Моли Кханны — гинеколог; дочь Джоти, сестра Маянка, подруга детства Нандини, бывшая жена Кунала, жена Ишана, мать Мишти и Анша | погибла;
2. Шакти Арора[12] в роли доктора Кунала Мальхотры — детский педиатр; сын Радхики, бывший муж Моли, муж Нандини, отец Мишти и Пари | погиб;
3. Драшти Дхами[13][14] в роли Нандини Мальхотры — подруга детства Моли, бывшая жена Радждипа, жена Кунала, мать Пари | умерла;
4. Киншук Махаджан[15] в роли Ишана Кханны — сын Сандхьи, муж Моли, отчим Мишти, отец Анша | погиб;
5. Теджасви[16], или Теджассви[17], Пракаш в роли Мишти Мальхотры Кханны — дочь Моли и Кунала, падчерица Ишана, сводная сестра Пари и Анша, жена Рухана;
  - Мэйша Диксит[18] в роли Мишти Мальхотры Кханны в детстве;
6. Анери Ваджани[19] в роли Пари Мальхотры — дочь Нандини и Кунала, сводная сестра Мишти, приёмная сестра Анша;
  - Арравья Шарма в роли Пари Мальхотры в детстве;
7. Кунал Джайсингх[20][21] в роли Рухана — друг детства Вира, муж Мишти;

- второстепенные:

1. Джая Бхаттачария[22][23] в роли Радхики Мальхотры — мать Кунала, бабушка Мишти и Пари, приёмная бабушка Анша, лучшая подруга Сью;
2. Абхинав Шукла[24][25] в роли Радждипа Тхакура — сын Парвати, бывший муж Нандини;
3. Роэн Гандотра[26] в роли Вира Вермы — сын Наины и Сушанта, друг детства Рухана, бывший жених Мишти;
4. Акшит Сукхия в роли Арнава — племянник Сью, брат Тани, друг детства Пари;
5. Долли Минас[27][28] в роли Сукмани, она же Сью, — тётя Арнава и Тани, лучшая подруга Радхики;
6. Сидхарт Тамболи в роли Анша Кханны — сын Моли и Ишана, сводный брат Мишти, приёмный брат Пари, друг Тани;
  - Эван Диксит в роли Анша Кханны во младенчестве;
7. Мишми Дас в роли Тани — племянница Сью, сестра Арнава, подруга Анша;
8. Нина Чима[29][30] в роли Ямини Мальхотры — бабушка Кунала, прабабушка Мишти и Пари | умерла;
9. Эбигейл Джайн[31][32] в роли Мехек — подруга Кунала, опекунша Пари;
10. Пратикша Лонкар[33][34] в роли Сандхьи Кханны — мать Ишана;
11. Рома Бали[35] в роли Джоти Шривастав — мать Моли и Маянка;
12. Радж Сингх[36][37] в роли Маянка Шривастава — сын Джоти, брат Моли;
13. Биндья Калра[38] в роли Наины Вермы — жена Сушанта, мать Вира;
14. Фарук Сэйид[39] в роли Сушанта Вермы — муж Наины, отец Вира;
15. Прачи Таккер в роли Свити Кханны — соседка семьи Мальхотра, двоюродная сестра Ишана;
16. Арджун Анеджа[40][41] в роли Манаса Ахуджи — друг Моли и Нандини по колледжу;

- гостевые:

1. Харшад Чопда в роли Адитьи Худа из сериала «Без защиты»;
2. Дженнифер Уинджет в роли Зои Сиддики из сериала «Без защиты»;
3. Мира Деостхале[42] в роли Чакор Раджванши из сериала «Полёт мечты»;
4. Ритвик Арора[43] в роли Ахана Дханраджгира из сериала «Ты моя любимая»;
5. Джаннат Зубаир[44], или Жанат Зубар[45], Рахмани в роли Панкти Шармы из сериала «Ты моя любимая»;
6. Шивин Наранг в роли Джая Миттала из сериала «Любовь по интернету».